# Stanisław Lesiński
Stanisław Lesiński (ur. w 1831 roku w Warszawie) – pułkownik w powstaniu styczniowym, dowódca żuawów w korpusie mazowieckim, kapitan wojsk rosyjskich.
Walczył pod Małogoszczą, Stopnicą, Chrobrzem, Grochowiskami, Czernichowem, w lasach Olkuskich, pod Krzykawką i Chęchłami. 